# 萬寶山事件紀念碑
萬寶山事件紀念碑位於中國東北的吉林省長春縣的萬寶山萬寶鎮鄉三溝三姓堡官荒屯，即今日的長春寬城區米沙子鎮黃家村馬哨口屯（蘭家鎮東道村）的伊通河畔，用以紀念發生於1931年7月2日由中國及日治朝鮮兩地農民在當地所發生的衝突。

## 內容
1931年7月2日，長春市郊外的萬寶山有朝鮮族農民和中國農民在稻田因為水路開拓過程而發生紛爭，引致後來的萬寶山事件發生。這次事件對中國和日本的殖民地朝鮮產生了很大的影響。
紀念碑前刻有：
|  | 長春市重點文物保護單位，萬寶山事件紀念碑，長春市政府1985年12月公布，德惠縣政府立。 |

## 參看
- 萬寶山事件
- 伊通河